# Bliss Corporation
De Bliss Corporation (kortweg: Blissco) is een Italiaans producententeam dat in 1992 opgericht werd. Zij brachten onder andere nummers van Eiffel 65, Karmah, Haiducii en Atomik Harmonik uit. Blissco produceert voornamelijk Dance- en Popmuziek.
De bekendste producer en DJ is Gabry Ponte.